# 마르코 펠레그리노
마르코 펠레그리노(이탈리아어: Marco Pellegrino, 2002년 7월 18일~)는 아르헨티나의 축구 선수이다. 현재 포지션은 중앙 수비수이며, 현재 이탈리아 세리에 A의 살레르니타나에서 활약하고 있다.

## 어린 시절
부에노스아이레스에서 이탈리아 출신의 가정에서 태어난, 마르코 펠레그리노는 처음에 유소년 테니스를 하다가 축구로 전향했다.

## 구단 경력

### 플라텐세
마르코 펠레그리노는 2010년 CA 플라텐세 아카데미에 입단했다. 2021년 11월, 그는 구단과 첫 프로 계약을 체결했다.
2023년 3월 14일, 마르코 펠레그리노는 벨레스 사르스피엘드와의 프리메라 디비시온 경기에 선발 출전하며 프로 데뷔전을 치렀다. 7월 30일, 그는 1-1로 비긴 힘나시아와의 경기에서 데뷔골을 기록했는데, 공교롭게도 클럽에서의 그의 마지막 경기였다.

### 밀란
2023년 8월 22일, 펠레그리노는 이탈리아 세리에 A의 밀란과 2028년 6월 30일까지 5년 계약을 맺고 이적했다.
2023년 10월 29일, 펠레그리노는 2-2로 비긴 나폴리와의 원정 경기에서 경기 시작 19분 만에 부상당한 피에르 칼룰루를 대신해 교체투입 되어 밀란 소속으로 데뷔전을 치렀으나, 87분에 펠레그리노 또한 부상으로 인해 교체되어야 했으며 3개월간 경기에 출전하지 못하게 되었다.

## 국가대표팀 경력
펠레그리노는 2023년 10월 12일과 10월 17일에 각각 열리는 파라과이와 페루와의 2026년 FIFA 월드컵 남미 지역 예선 경기를 위해 아르헨티나 축구 국가대표팀에 소집된 34명의 선수 중 한 명이었다.